# Jumeaux siamois
Pour les articles homonymes, voir Siamois.
 Mise en garde médicale
Chez les humains, l'appellation jumeaux siamois (ou frères siamois  au masculin et sœurs siamoises au féminin) désigne communément les jumeaux fusionnés symétriques, réunis par une partie de leur corps au cours du développement embryonnaire.
Ils doivent leur nom à Chang et Eng Bunker (1811-1874), jumeaux fusionnés originaires du Siam réunis par le processus xiphoïde, exhibés en Amérique et en Europe durant le XIXe siècle.
Cette pathologie ne survient que lors de grossesse gémellaire monochoriale monoamniotique (une seule poche des eaux pour les deux fœtus). La fusion des jumeaux est alors un accident très rare du développement embryonnaire dont le mécanisme est incertain et les causes inconnues.
Le diagnostic est échographique, il conduit le plus souvent à l'interruption de grossesse. Si la grossesse va à son terme, une éventuelle séparation chirurgicale après la naissance, quand elle est jugée possible ou nécessaire, représente une intervention lourde et difficile.
Le phénomène des jumeaux fusionnés (individu double conjoint) peut s'observer dans l'ensemble du monde animal et végétal.

## Histoire
La représentation la plus ancienne de frères siamois est une statuette en marbre de 17 cm datée du 6e millénaire av. J.-C. dite « la double déesse » ou « les sœurs de Çatal Höyük » conservée au musée des civilisations anatoliennes à Ankara.

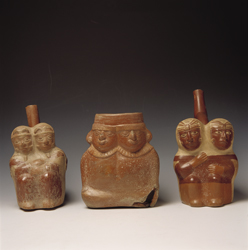
Céramiques de la culture Moche, Musée Larco de Lima (Pérou).

La mythologie grecque fait état des Molionides (ou Actorides), guerriers jumeaux siamois unis à la taille et combattant à 4 lances. Ils sont représentés sur des vases ou des fibules, conservés à New-York et Athènes.
Un autre exemple antique est un bas-relief représentant des jumeaux unis par le pubis (musée national San Marco de Florence), daté de 80 apr. J.-C.
En Amérique précolombienne, on connait des céramiques de frères siamois de la culture Moche au Pérou.
Un manuscrit de la fin du XIIe siècle décrit un cas de deux frères siamois, nés vers 940, et corroboré par un second écrit contemporain (Léon le Diacre). En 970, l'un d'eux mourut et une tentative de séparation chirurgicale fut faite en Cappadoce ou à Constantinople, mais l'autre mourut trois jours plus tard.
Le premier cas bien documenté est celui des sœurs Chulkhurst, dites les Demoiselles de Biddenden, au XIIe siècle, Mary et Eliza qui vécurent 34 ans et moururent à 6 heures d'intervalle. Elles étaient unies par la hanche et l'épaule.
La première opération de séparation réussie d’une paire de jumeaux siamois a été effectuée au XVIIe siècle par Johannes Fatio (de) à Bâle, en Suisse. Il s'agissait de jumeaux unis par l'ombilic. Fatio ligatura séparément les vaisseaux ombilicaux puis le pont reliant les deux jumeaux pour le sectionner dans un deuxième temps. Quand les ligatures tombèrent au 9e jour, les deux enfants survécurent. Emanuel König (de) qui était là en observateur, publia le cas comme s'il était le sien en 1689,.
Les frères siamois les plus célèbres furent les frères Chang et Eng Bunker, nés au Siam, exhibés par Barnum en Amérique au XIXe siècle. Leur histoire est à l'origine de l'expression « frères siamois ».

## Épidémiologie
La fréquence des jumeaux siamois est très faible, de l'ordre de 1 sur 50 000 à 1 sur 100 000 naissances. Rapportée aux seules naissances vivantes, la fréquence est de l'ordre de 1 sur 200 000. Les sœurs jumelles siamoises sont plus fréquentes que les frères siamois : 3 pour 1, ou 75 à 90 % selon les auteurs. D'autres études montrent une différence plus faible (de 1,5 à 2,5). La plus grande proportion de filles se retrouve chez les siamois thoracopages (unis par le thorax) alors qu'on retrouve une majorité de garçons chez les parapages (union latérale par le pelvis). Il n'existe pas d'explications pour ces différences.
Il n'y a pas de risque de récurrence (le fait d'avoir eu des siamois ne constitue pas un risque supplémentaire d'en avoir d'autres).
Aucun facteur n'a été associé de façon significative aux jumeaux siamois (âge maternel, consanguinité, facteurs génétiques et environnementaux, etc.). En particulier, on ne retrouve pas d'anomalies chromosomiques, les caryotypes sont normaux.
Depuis les années 2000, la fréquence des jumeaux siamois diminue (par rapport à l'ensemble des naissances vivantes) en raison de diagnostics plus précoces suivis d'interruptions de grossesse. La procréation médicalement assistée augmente les risques de grossesses multiples, dont celui de jumeaux fusionnés (8 fois plus élevé).
Pour la même période, la fréquence des jumeaux siamois parait variable selon les régions du monde, ce qui est probablement lié à des différences des systèmes de surveillance échographique de la grossesse, et des systèmes d'enregistrement des morts fœtales (spontanées ou provoquées). Par exemple, un pays où l'échographie de grossesse est peu répandue, ou qui restreint l'avortement thérapeutique, aura plus de naissances de jumeaux siamois qu'un autre pays qui pratique l'interruption médicale de grossesse, mais sans enregistrement précis des motifs ou des résultats d'autopsie.

## Embryologie
Les jumeaux fusionnés peuvent s'observer dans l'ensemble du vivant, dans le règne animal comme dans le règne végétal (par exemple, certains cas de fruit ou légume-phénomène relèvent d'une fusion de jumeaux).

### Premières théories
Les premières approches rationnelles des « monstres doubles » sont celles de Démocrite et d'Aristote au IVe siècle av. J.-C. Pour Démocrite, ce phénomène s'explique par une surabondance de semence mâle. Aristote dans De la génération des animaux (livre IV, chapitres 3 et 4) distingue trois causes possibles :
- une quantité excessive de matière est fournie par la femelle, alors que la semence mâle lui imprime une forme. Celle-ci joue le rôle d'un sculpteur qui, ayant terminé son œuvre initiale, est obligé de donner une forme à un excès de matière informe ;
- l'accolement de deux embryons par trop grande proximité au cours de la gestation ;
- la division imparfaite d'un embryon.

Aristote donne un énoncé, débattu jusqu'au XIXe siècle, pour distinguer si un monstre double provient d'un ou de deux embryons : la présence d'un seul cœur indique un germe unique, celle de deux cœurs implique une dualité d'origine.
Aux XVIIe et XVIIIe siècles, la formation des « monstres doubles » fait l'objet de vifs débats qui s'expriment notamment par la « querelle des monstres » (1724-1743). Dans le cadre de la théorie de la préformation, il est postulé que le mécanisme des monstres doubles, poussé à l'extrême, rejoint la normalité par la formation de vrais jumeaux normaux séparés. Les uns voient le monstre double comme résultat d'une soudure entre deux germes, les autres comme une fissuration incomplète d'un germe unique.
Lorsque la préformation est abandonnée, au début du XIXe siècle, au profit de l'épigénèse, le débat se poursuit selon le même modèle. À la Société d'Anthropologie de Paris, en 1873-1874, Camille Dareste défend la « dualité primitive » (fusion secondaire), alors que Paul Broca est partisan de « l'unité primitive » (scission incomplète). Pour les deux théories, les preuves expérimentales manquent, et les chercheurs travaillent sur des embryons de poissons et d'oiseaux, pour expliquer les cas humains.

### Théories modernes
Ce modèle des deux théories opposées reste toujours présent au XXe siècle et au début du XXIe siècle. La formation de « vrais » jumeaux survient très tôt lors du développement de l'embryon, quelques jours seulement après la fécondation. À partir de là, il existe deux théories principales sur la formation embryologique des siamois. Aucune des deux ne permet d'expliquer tous les cas de jumeaux fusionnés observés,.
Une théorie, fondée sur la scission, propose une séparation incomplète du disque embryonnaire, survenant très tôt, entre le 13e et 15e jour de gestation. C'est la théorie classique la plus communément acceptée. Elle impliquerait un trouble au niveau moléculaire perturbant l'adhésion cellulaire ou encore l'apoptose à un stade précoce de l'embryogénèse.

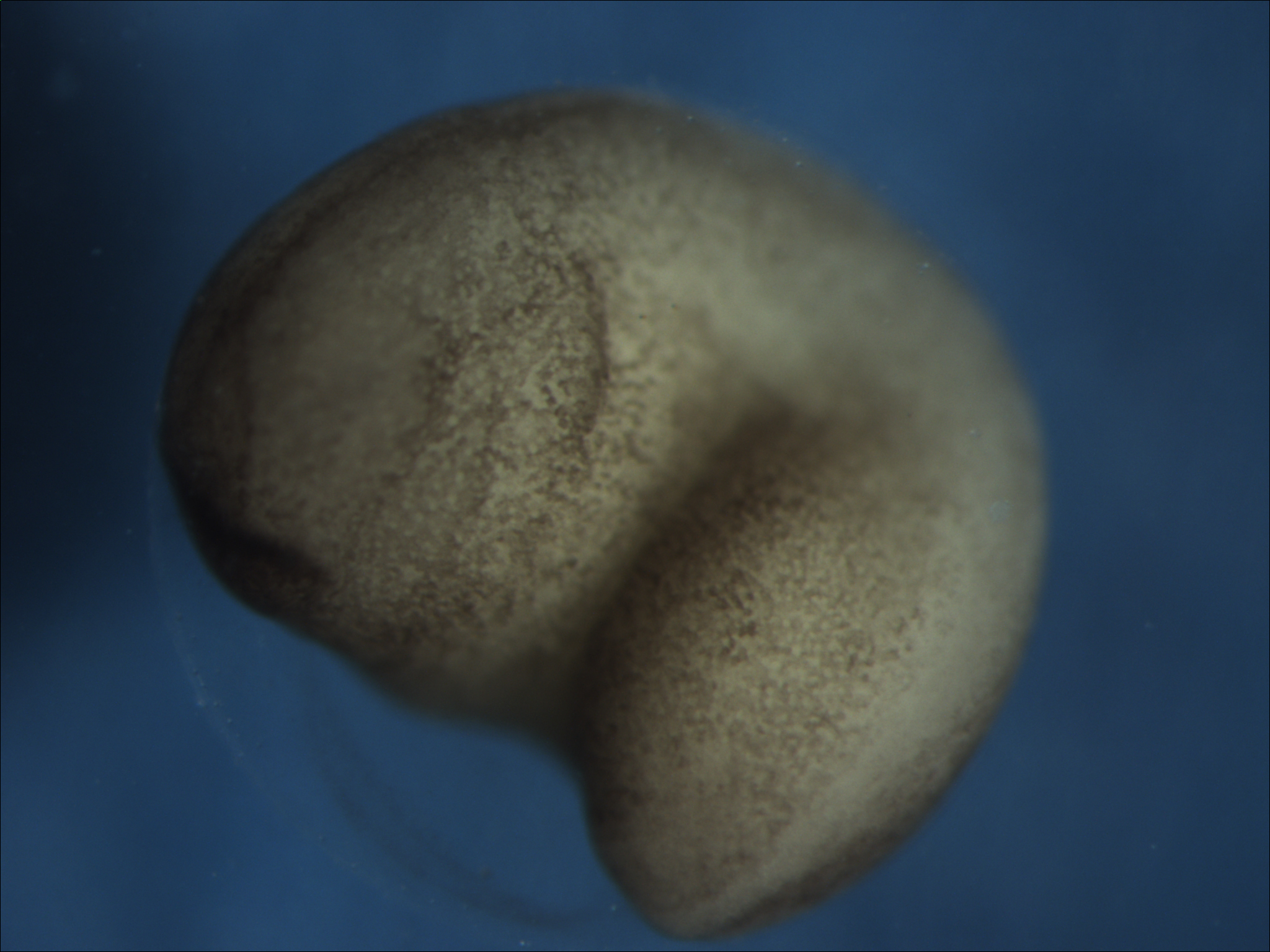
Embryon (normal) de grenouille Xenopus laevis, au troisième jour de développement.

Une autre théorie, fondée sur la fusion, propose une fusion secondaire de deux embryons jumeaux déjà séparés, à partir d'un seul œuf fécondé. Elle surviendrait à un stade embryonnaire un peu plus tardif (gastrulation plutôt que blastulation). Cette théorie s'applique au mieux lorsqu'il existe deux cordons ombilicaux distincts et dans le cas des siamois unis dos à dos, mais ce sont aussi les cas plus rares.
Une troisième théorie, la plus récente, propose une duplication de la ligne primitive, lorsque se forme la notochorde, centre organisateur de l'axe de symétrie de l'embryon. C'est la théorie dite de « l'encombrement » rapportée à deux axes de symétrie indépendants, à angle variable, avec « encombrement » de signaux moléculaires et des morphologies qui en résultent. Cette théorie se réfère à des travaux expérimentaux sur l'embryon de grenouille Xenopus.
La transposition de la grenouille à l'espèce humaine reste discutée, de même l'idée que tous les jumeaux conjoints devraient s'expliquer par une théorie unique ou un mécanisme commun.

## Diagnostic
Le diagnostic était autrefois posé lors de l'accouchement. Le premier cas diagnostiqué à l'échographie a été publié en 1976.
La présence de jumeaux fusionnés est surtout recherchée en cas de grossesse gemellaire monochoriale, dont ils représentent à peu près 4 à 5 % des cas, soit une grossesse monozygote (de « vrais jumeaux ») sur 2500 de même type.

### Échographie
Le diagnostic échographique de jumeaux siamois peut se faire à partir de la 7e semaine, mais dans la plupart des cas à partir de 12e semaine (en France, échographie systématique pour toutes les femmes enceintes au premier trimestre, à la 11e-13e semaine). Un diagnostic trop précoce peut être trompeur, car des jumeaux séparés sont très proches en donnant l'illusion d'être conjoints.
Dans le cas le plus fréquent des thoracopages (unis par le thorax), les deux fœtus maintiennent une même position relative, une scoliose fœtale, une rétroflexion extrême du cou des fœtus se faisant face-à-face en miroir (les vrais jumeaux ne sont pas en miroir quand ils sont séparés), la présence d'un seul cordon ombilical avec plus de trois vaisseaux, l'absence de délimitation nette du contour cutané entre les deux fœtus voire la présence d'une jonction entre les deux,.
Le diagnostic de jumeaux fusionnés amène un bilan plus précis des organes communs et du site de jonction, principalement par IRM réalisé au mieux entre la 24e et 40e semaine de grossesse. L'échocardiographie fœtale peut être nécessaire pour évaluer la possibilité d'un cœur commun.

### Bilan et pronostic
En France, le bilan médical a pour but d'apporter un conseil précoce aux familles et d'informer sur les modalités de prise en charge. L'objectif principal est de minimiser la morbidité maternelle par une interruption de grossesse ou une césarienne programmée à l'approche du terme. Un autre objectif principal est l'optimisation du potentiel de survie des jumeaux quand cela est demandé par les parents.
Si la séparation chirurgicale est jugée possible, les parents peuvent interrompre la grossesse après information sur les risques de l'opération et les risques de handicap après séparation. Lorsque la grossesse évolue, la mortalité fœtale est importante en fin de grossesse. L'accouchement est souvent prématuré ; il est possible par les voies naturelles lorsque les fœtus joints sont de petit poids (cas historiques), sinon une césarienne est le plus souvent nécessaire.
Spontanément, la majorité des siamois naissent prématurément, 28 % meurent in utero, 54 % meurent rapidement à la naissance, et près de 18 % survivent. Si les siamois sont vivants à la naissance, la survie ne dépasse pas 3 mois en cas de fusion cardiaque ou cérébrale.

## Classifications

### Classification anatomique
Les jumeaux conjoints ou fusionnés peuvent être symétriques ou asymétriques. Le terme jumeau siamois désigne plus particulièrement les jumeaux conjoints symétriques. Les jumeaux conjoints asymétriques réalisent une situation de « parasitisme » : un jumeau défectueux dit parasite (absence de cœur, de cerveau…) vit aux dépens de l'autre (jumeau hôte).
Les différentes variétés de siamois sont nommées par leur site principal de jonction, suivi du suffixe -page (du grec pagos signifiant fixé). Il existe plusieurs classifications, celle de Spencer est le plus souvent utilisée : les siamois sont en jonction ventrale (87 %) à partir de la ligne antérieure, ou dorsale (13 %) à partir du tube neural.

#### Jonctions ventrales
Les céphalopages sont réunis par des structures cérébrales et fusionnés du sommet du crane à l'ombilic. Chaque jumeau a 2 bras et 2 jambes avec un pelvis séparé. Ils ne sont pas viables et meurent le plus souvent in utero.

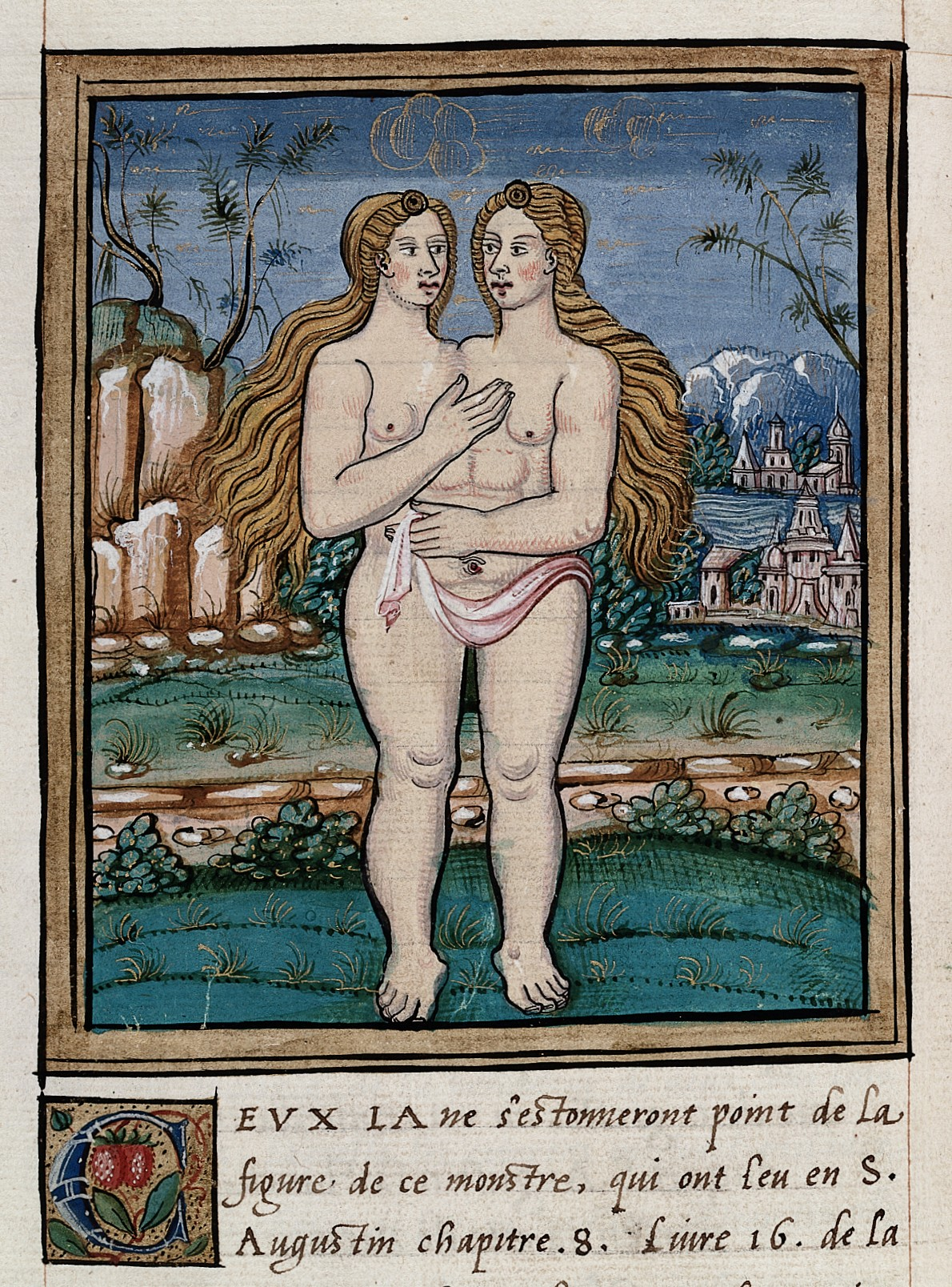
« Monstre engendré sur les confins d'Angleterre & de Normandie », illustration des Histoires prodigieuses (1560) de Pierre Boaistuau (1517-1566).

Les thoracopages sont fusionnés au niveau du thorax. Ce sont les plus fréquents des jumeaux fusionnés (20 à plus de 40 %). Ils présentent un foie commun (100 % des cas), un péricarde commun (90 %), un cœur commun (75 %), une partie digestive commune (50 %). En cas de cœur commun, la survie ne dépasse pas 3 mois après la naissance.
Les xiphopages sont une forme mineure et plus viable de thoracopage. Ils sont fusionnés par le processus xiphoïde. Ils peuvent avoir un foie commun (81 % des cas), des malformations digestives (33 %) ou cardiaques (25 %).
Les omphalopages sont fusionnés de la partie inférieure du thorax à l'ombilic. Ils ont les meilleures chances de survie après séparation chirurgicale (pas de structure cardiaque en commun). Ils représentent la deuxième catégorie de jumeaux fusionnés (18 à 33 %).
Les ischiopages sont fusionnés au niveau du pelvis (6 à 11 % des cas). Ils peuvent être opposés en face-à-face, ou en sens inverse en tête-bêche. Ils peuvent avoir différentes parties communes uro-génitales, des malformations lombo-sacrées, et un nombre variable de jambes, normalement 4 pour les 2 jumeaux, ou que 3 ou 2 (fusion partielle des membres inférieurs).
Les parapages sont fusionnés latéralement à partir du pelvis, avec différentes jonctions thoraciques ou crâniennes. Ils ont de 2 à 4 bras, et de 2 à 3 jambes. Ils peuvent y avoir 2 têtes bien séparées, ou deux visages sur une boite crânienne commune. Ils ne sont pas viables (mort in utero).

#### Jonctions dorsales
Les craniopages (2 à 6 % des jumeaux siamois) sont fusionnés par la voûte crânienne (sans inclure la face) selon différents niveaux : frontal, pariétal, temporal, ou occipital. Les jumeaux peuvent partager des méninges, des sinus veineux, et plus rarement une partie de la masse cérébrale. La séparation chirurgicale présente un risque de handicap physique et mental, selon l'importance des communications intracrâniennes à réparer.
Les rachipages sont fusionnés par le milieu de la colonne vertébrale sur des longueurs variables. Ils se présentent dos à dos. Ils peuvent avoir des portions communes de moelle épinière, auquel cas la séparation chirurgicale n'est pas possible. C'est la variété la plus rare de jumeaux fusionnés.
Les pygopages sont fusionnés au niveau du sacrum, du coccyx et du périnée. Les intestins sont le plus souvent distincts, mais la moitié des cas se partagent le rectum ou l'anus, un tiers des structures nerveuses, et plus rarement la vessie et l’urètre. Cette forme est assez fréquente (la troisième après les thoracopages et les omphalopages) représentant 18-28 % des jumeaux siamois. Un bilan anatomique très précis est nécessaire pour discuter d'une éventuelle séparation.

### Autres cas

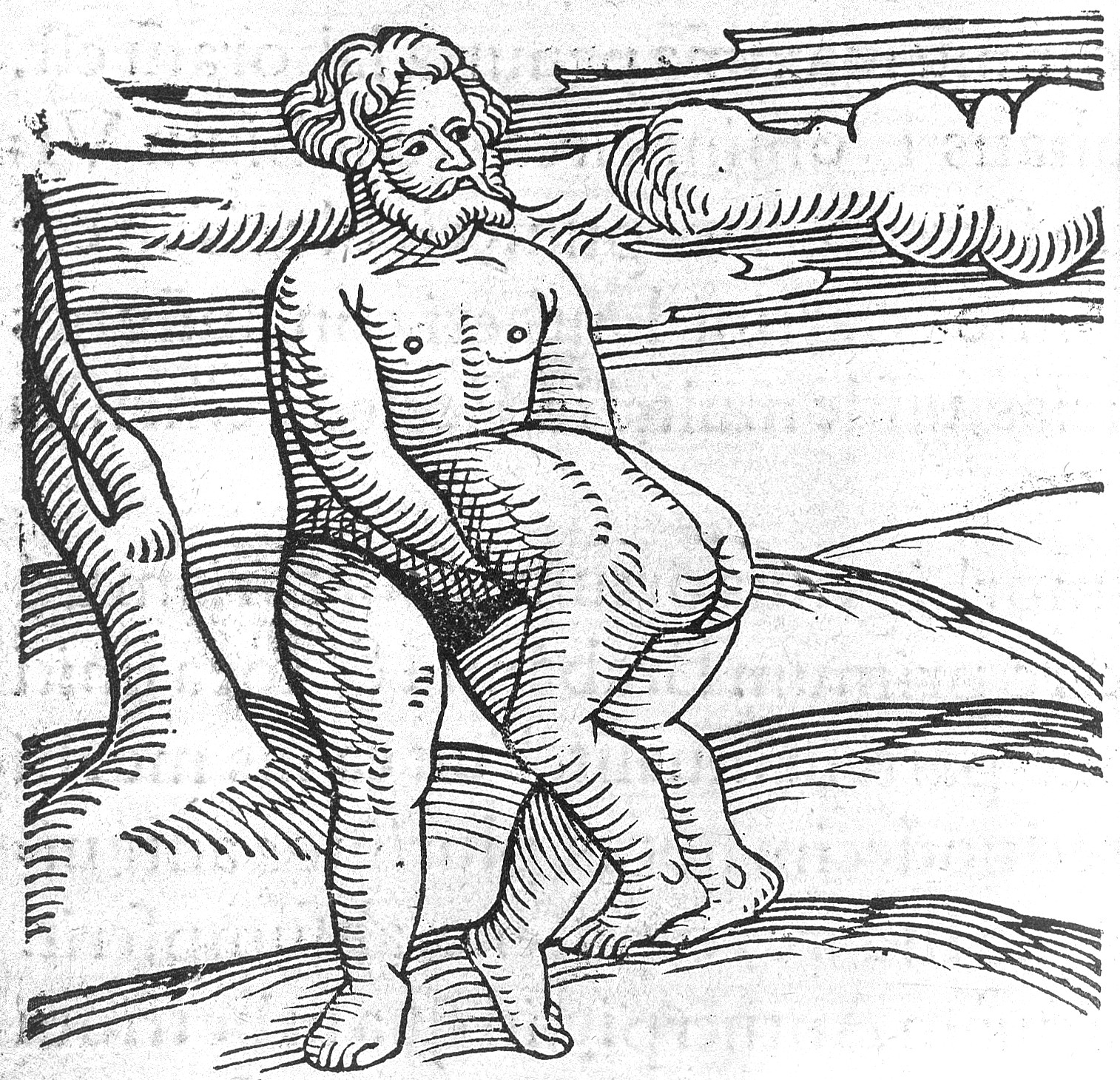
Hétéropage : le jumeau dit autosite supporte son jumeau ectoparasite. Illustration de Prodigiorum ac ostentorum chronicon (1557) de Conrad Lycosthenes.

Les cas précédents sont dits jumeaux conjoints symétriques, mais il existe d'autres situations où les jumeaux conjoints sont asymétriques. Dans le cas du jumeau parasite, un jumeau viable dit « autosite », à peu près normal, présente en excroissance externe, son jumeau défectueux (cœur et cerveau absents ou à l'état de vestiges). Ce cas est appelé hétérotype ou hétéropage, avec jumeau ectoparasite.
Lorsque le jumeau parasite défectueux se situe à l'intérieur du jumeau viable, c'est un phénomène de fœtus in fœtu, avec jumeau endoparasite.
Les tératomes sont un mélange de tissus plus ou moins différenciés formant une tumeur qui peut évoluer pour son propre compte, parfois considérés comme équivalents de jumeau parasite interne,.
Dans de très rares cas, il peut y avoir trois individus fusionnés. Une paire de jumeaux siamois avec d'autres jumeaux normaux, est aussi une situation rare qui peut se voir dans des grossesses multiples au cours de PMA.

### Classification pratique
D'un point de vue moderne, les jumeaux siamois sont classés en fonction de leur pronostic et des possibilités chirurgicales de séparation :
- ceux qui ne sont pas viables (mort in utero) ;
- ceux qui naissent vivants, mais dont la survie ne dépasse pas quelques mois ;
- ceux qui survivent au premier âge, mais qui ne peuvent être séparés ;
- ceux qui survivent au premier âge, avec des possibilités de séparation chirurgicale.

## Séparation chirurgicale
Pour les jumeaux conjoints qui progressent vers l'accouchement, trois scénarios possibles existent : une séparation chirurgicale imminente, une séparation chirurgicale retardée ou aucune séparation.
Le plus souvent, le diagnostic échographique de jumeaux fusionnés conduit à l'interruption de grossesse. Si la grossesse va à son terme, et que l'un des jumeaux meurt ou est mourant, la séparation chirurgicale est tentée en urgence. Dans ces conditions la mortalité opératoire du survivant est de 70 à 80 %.
Typiquement, 25 % des siamois nés vivants ont une espérance de vie suffisante pour être candidats à une séparation. Lorsque celle-ci est décidée après bilan et discussion, elle se fait à l'âge de 2 à 4 mois, ou de 6 à 12 mois selon les auteurs. Ce temps est nécessaire pour permettre aux jumeaux de se stabiliser, de faire un bilan très précis des organes en commun, et aux équipes chirurgicales de se préparer.
L'opération chirurgicale pour séparer des siamois peut être très complexe, nécessitant des équipes multidisciplinaires, dont 2 équipes d'anesthésistes (une pour chaque jumeau). Il s'agit d'une chirurgie lourde, difficile et longue, et risquée pour les patients. Dans près de 20 % des cas, le résultat de l'opération a entraîné la mort de l'un ou des deux jumeaux. C'est pour cette raison qu'aujourd'hui, les médecins n'hésitent pas à refuser de réaliser l'opération et même à stopper une opération en cours si les chirurgiens s'aperçoivent du trop grand risque pour les patients.
Dans ce domaine, il n'existait, dans les années 2000, qu'une douzaine d'équipes chirurgicales dans le monde capables de tenter ces interventions. Une expérience d'une dizaine de cas est une expérience de niveau international,.
Une équipe française de l'hôpital Necker a réussi cette séparation en février 2009.

## Principes éthiques
La séparation de jumeaux siamois pose des problèmes éthiques difficiles, voire de véritables dilemmes selon les circonstances et les situations. Les principes généraux le plus souvent acceptés sont que chaque jumeau conjoint est une personne et sujet de droit, et que la décision médicale est collective, engageant une équipe soignante multidisciplinaire, selon l'accord des parents dûment informés et dans le respect de leurs valeurs familiales.
Le but d'une éventuelle séparation chirurgicale est d'obtenir deux individus libres, capables de mener une existence autonome : ce qui nécessite deux cerveaux séparés et indépendants. Chaque jumeau doit être régi selon les principes d'autonomie et de consentement, de non-malfaisance et de justice, de façon indépendante et sans porter atteinte à l'autre. Les parents doivent être informés de tout risque de morbidité et de mortalité des deux ou d'un des jumeaux.

### Interruption médicale de grossesse
Le diagnostic de jumeaux siamois durant la grossesse implique l'évaluation des risques de mort fœtale, des complications maternelles potentielles, des souffrances et de la qualité de vie espérée des jumeaux. Ces évaluations peuvent laisser de grandes marges d'incertitudes, d'autant plus que le diagnostic fœtal est précoce.
Dans le cas de jumeaux siamois, l'interruption médicale de grossesse (IMG) dépend de la législation sur l'avortement (IVG) de chaque pays. Par exemple au Brésil, l'avortement volontaire (IVG) n'est autorisé que dans deux ou trois cas (risque de mortalité pour la mère, ou grossesse après un crime de viol, et en cas d'anencéphalie – depuis avril 2012 –). En cas de jumeau siamois, l'IVG ne peut se faire qu'après une décision de justice (après un délai moyen de 3 semaines).
En France, la personnalité juridique s'acquiert à la naissance pour l'enfant né vivant et viable et disparaît avec la mort. Après le délai réglementaire de l'IVG (14e semaine de grossesse), l'interruption médicale de grossesse peut être proposée, selon les risques de morbidité maternelle et selon un pronostic défavorable (survie, séparation, qualité de vie…), avec l'accord des parents informés. Sinon la grossesse évolue jusqu'au terme en préservant le potentiel de survie des siamois.

### Survie et séparation

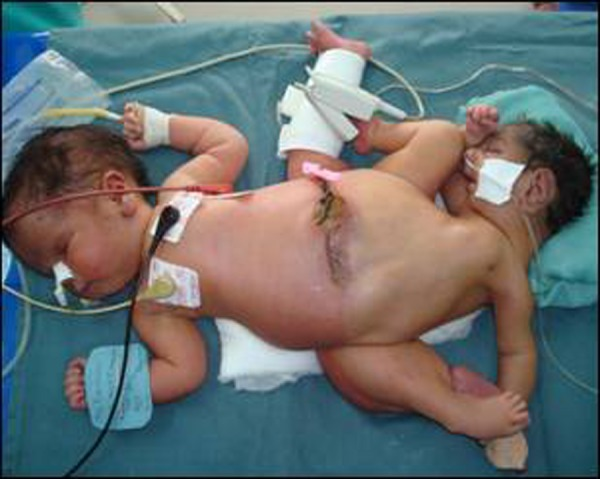
Hôpital pédiatrique de Karachi, Pakistan, en 2011. Ischiopages fusionnés à la moitié inférieure de leurs corps, 3 heures après leur naissance : cicatrice horizontale de 3,5 cm de leur ombilic commun, quatre bras et trois jambes (deux jambes fusionnées en une). L'un rose, actif, à tête normale, l'autre cyanosé et microcéphale. Les deux n'ont survécu que quelques jours.

Les siamois vivants à la naissance sont généralement distingués entre ceux dont la survie spontanée ne dépasse pas quelques mois, et les autres. Ceux qui ne sont guère viables, ou inopérables (structures cardiaques ou cérébrales en commun) doivent bénéficier de soins palliatifs respectant la dignité des enfants et de leur famille.
Lorsque l'estimation de survie est supérieure à plusieurs mois, la séparation est envisagée selon l'évaluation du bénéfice-risque, en accord avec les valeurs et les possibilités de la famille concernée (prise en charge post-opératoire, soins à plus long terme…).
De façon générale, la séparation chirurgicale n'est pas permise si l'un ou les deux jumeaux sont à risque de mourir de l'opération, surtout s'ils peuvent survivre en restant conjoints. Aucun bénéfice espéré pour un survivant potentiel ne peut se justifier par la mort de l'autre. Par exemple en cas de cœur commun, il n'est pas permis de sauver un jumeau en sacrifiant l'autre. Cette dernière décision se base, entre autres, sur le fait que les jumeaux conjoints en âge d'être interrogés déclarent ne pas vouloir être séparés si cela entraîne la mort de l'autre.
Dans les cas où la séparation est possible, lorsqu'un jumeau a une espérance et une qualité de vie de longue durée sans diminuer celle de l'autre, elle est permise et même obligatoire.  Il existe toutefois de nombreuses situations intermédiaires ou urgentes (agonie d'un jumeau alors que l'autre reste encore sain) où les décisions sont à prendre par une équipe médicale centrée sur le respect des deux jumeaux, en accord avec les valeurs familiales des parents.

## Liste de siamois célèbres
- Les sœurs britanniques Mary et Eliza Chulkhurst (ou Chalkhust), dites les Demoiselles de Biddenden, jointes par la hanche et l'épaule (pygopagus), sont nées en 1100 dans le Kent (Angleterre) et vécurent jusqu'en 1134.
- Les « Frères Écossais », jumeaux dits de type dicephalus, soit deux têtes partageant le même corps, ont vécu de 1460 à 1488.

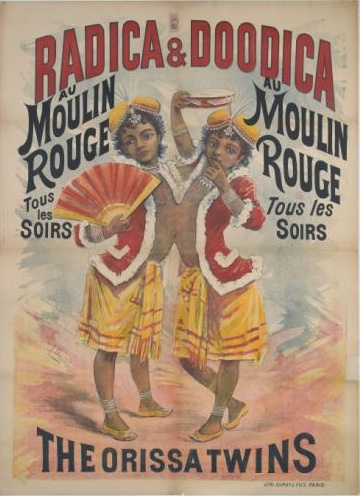
Les sœurs Orissa à Paris, vers 1900.

- Les jumelles pygopagus Helen et Judith de Szöny, Hongrie (de 1701 à 1723), qui connurent un bref succès musical avant d'être envoyées au couvent.
- Rita et Cristina Parodi de Sardaigne, nées en 1829. Rita et Cristina étaient des jumelles dicephalus tetrabrachius (un corps pour quatre bras) et bien qu'elles moururent à l'âge de 8 mois, elles eurent un certain succès, leurs parents les exposant comme curiosités à Paris.
- Les frères Chang et Eng Bunker. Nés en 1811, ils voyagèrent aux États-Unis pour exhibition, épousèrent deux sœurs et eurent, à eux quatre, 22 enfants[1]. Ils sont à l'origine de l'expression « jumeaux siamois ».
- Martha et Marie, nées à Copenhague en 1848, décédées à l'âge de 10 jours. Les examens post-mortem menés par le professeur Carl Edvard Marius Levy ont donné lieu à une publication[26]. Leurs organes, leurs squelettes et leur peau, après un traitement taxidermique, sont exposés au Medicinsk Museion de Copenhague.

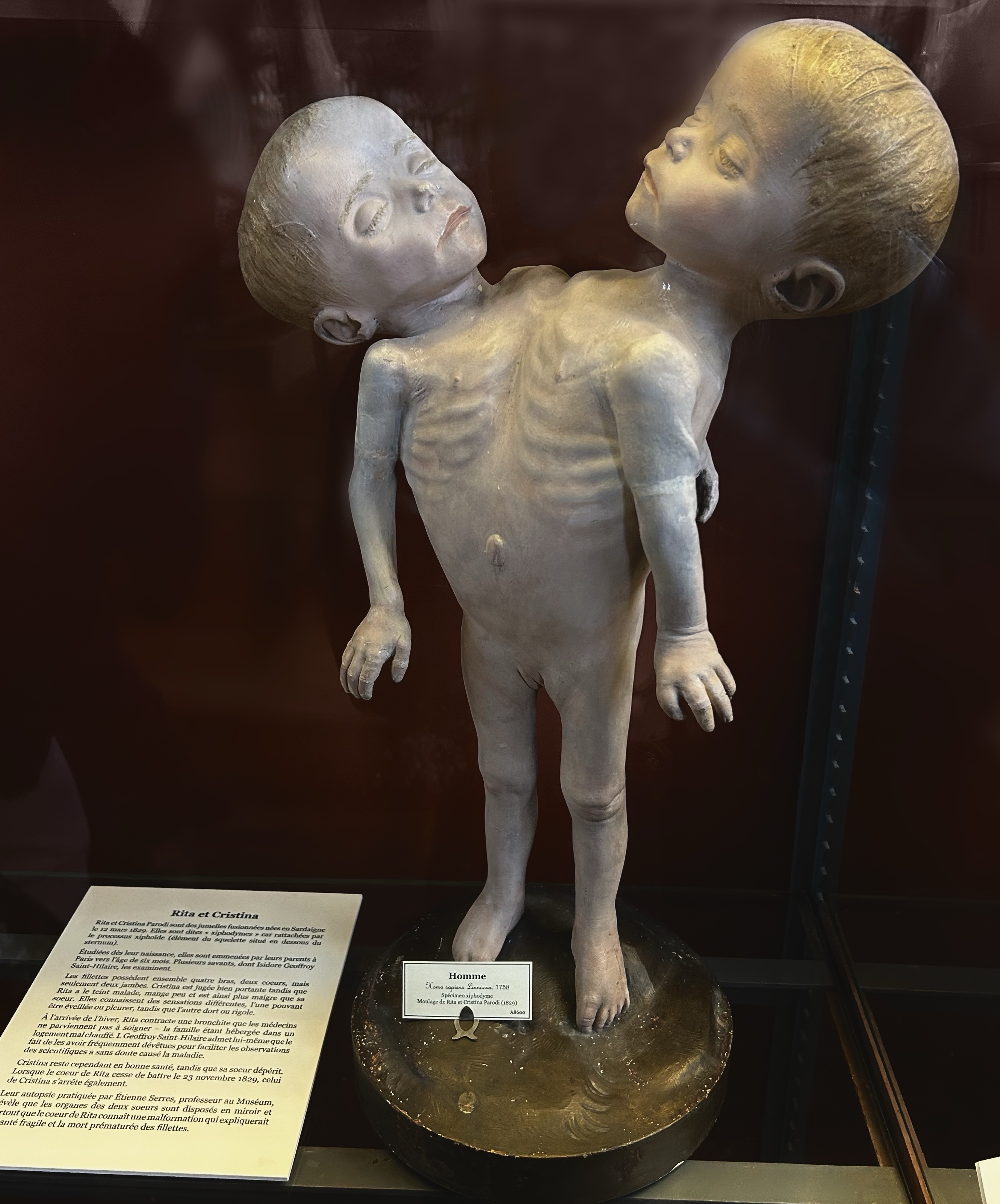
Moulage de Rita et Cristina Parodi (1829), provenant de la galerie de paléontologie et d'anatomie comparée du jardin des plantes.

- Moulage de Rita et Cristina Parodi (1829), provenant de la galerie de paléontologie et d'anatomie comparée du jardin des plantes.Millie et Christine McCoy (ou McKoy), jumelles pygopagus, nées esclaves en Caroline du Nord en 1851, firent carrière sous le nom de « Rossignol à deux têtes » et tournèrent avec le cirque Barnum.
- Rosa et Josepha Blazek, de Bohème (1878-1922) ;
- Radica et Doodica, nées en Inde en 1888. Elles furent connues sous le nom des « sœurs Orissa » en tournées d'exhibition en Amérique du nord et en Europe.
- Lucio et Simplicio Godina de Samar, Philippines (1908-1936)
- Daisy et Violet Hilton de Brighton, dans l'East Sussex, en Angleterre (1908-1969)

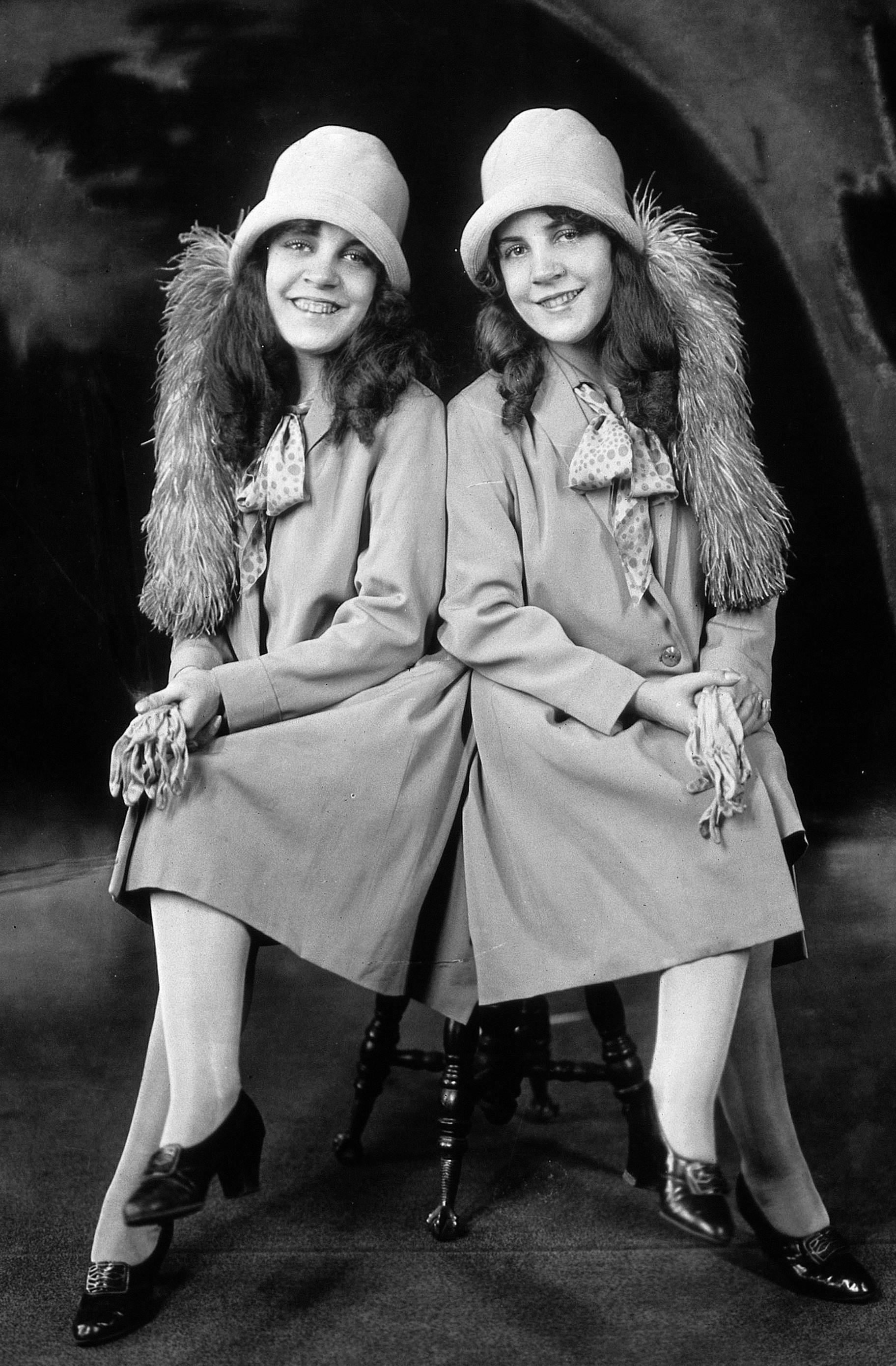
Daisy et Violet Hilton vers 1927.

- Mary et Margaret Gibb de Holyoke (Massachusetts) (1912-1967)
- Yvonne et Yvette McCarther de Los Angeles, Californie (1949-1992)
- Macha et Dasha Krivoshliapova, de Russie (1950-2003)
- Ronnie et Donnie Galyon de l'Ohio (1951-2020)
- Lori et George Schappell de West Reading (Pennsylvanie) (1961-2024)[27]
- Ladan Bijani et Laleh Bijani, de Shiraz, Iran (1974-2003)
- Abigail et Brittany Hensel, (1990-), nées dans le comté de Carver, Minnesota, États-Unis, jumelles bicéphales.
- Ganga et Jamuna Shreshta du Nepal, séparés à Singapour en 2001
- Krista et Tatiana Hogan de Vancouver, Colombie Britannique (2006- ), jumeaux craniopagus
- À Guntur, en Inde les paires suivantes ont été séparées avec succès : Ram et Laxman en 1992, Anjali et Geetanjali en 1993, Rekha et Surekha en 1998 et Veena et Vani en 2004.
- Lotti et Rosemarie Knaak (craniopagus) nées à Hambourg
- Giuseppina et Santina Foglia, nées en 1958, reliées par le sacrum, et séparées avec succès en 1965 à Turin (Italie)
- Carmen et Lupita Andrade, nées en 2002 à Mexico, reliées du thorax du pelvis
- Rital et Ritag Gaboura, nées le 22 septembre 2010 à Khartoum, solidaires au niveau de la tête, séparées avec succès le 15 août 2011 à Londres.

## Médias

### Cinéma
- Sœurs de sang (Sisters), 1973, de Brian De Palma, raconte la folie meurtrière d'une jeune femme qui fut séparée de sa sœur siamoise durant son enfance.
- Total Recall, 1990, de Paul Verhoeven, avec Arnold Schwarzenegger, met en scène, de façon fantaisiste, un jumeau siamois parasite, Kuato, logeant dans le ventre de son jumeau porteur, Georges.
- La Cité des enfants perdus, 1995, de Marc Caro et Jean-Pierre Jeunet, met en scène deux sœurs siamoises dite « la pieuvre » qui exploitent une bandes enfants orphelins.
- Des monstres et des hommes, 1998, film russe mettant en scène des frères siamois.
- Les Frères Falls (prix du jury de Festival de Deauville 1999) de Michael Polish.
- Macha et Dacha : les sœurs siamoises, 2001, documentaire de Manon Loizeau et Jean-Christophe Rosé sur les sœurs Macha et Dacha Krivoshliapova.
- Big Fish, 2003, de Tim Burton, avec le personnage de deux danseuses sœurs siamoises.
- Deux en un, 2004, des frères Farrelly, comédie basée sur une histoire de frères siamois, incarnés par Matt Damon et Greg Kinnear, qui vivent très bien leur handicap.
- Alone, 2007, de Parkpoom Wongpoom  et Banjong Pisanthanakun, film d'horreur thaïlandais sur deux sœurs siamoises.
- Des mains en or, 2009, histoire d'un chirurgien qui sépare deux bébés siamois.

### Bande dessinée
- Les Frères siamois est une bande dessinée créée par Serge Dehaes.

### Musique
Evelyn et Evelyn Neville, jumelles siamoises chantant leur histoire, jouées par Amanda Palmer et Jason Webley habillés d'un vêtement commun.

### Série
- American horror story, saison 4.

## Métaphore
Le terme peut occasionnellement être utilisé de façon métaphorique : « Flamands et francophones sont des « frères siamois  […]  Nous ne sommes pas la Tchécoslovaquie, nous avons Bruxelles. Nous sommes des frères siamois et le lien, c’est Bruxelles. Dire qu’on peut couper, c’est simpliste et dangereux » (Bart De Wever).